# Ризаева, Абад Сахатовна
Абад (Абат) Сахатовна Ризаева (туркм. Abat Rizaýewa; род. 1944, Теджен, Ашхабадская область) — туркменский государственный деятель.

## Биография
Родилась в 1944 году в городе Теджен Ашхабадского района Туркменской ССР СССР.
В 1965 году окончила филологический факультет Туркменский государственный университет им. М. И. Калинина, получив специальность учителя русского языка и литературы.
После окончания вуза в 1965—1966 годах — инструктор райкома ЛКСМ Туркменистана.
С 1966 по 1977 год работала в дошкольных и школьных органах образования: в ашхабадском яслях-саде № 57 (воспитательница; старший педагог), в средней школе № 34 (организатор внеклассной и внешкольной воспитательной работы; директор).
С 1977 года — на партийной работе. В 1977 — 1980 являлась секретарём Пролетарского райкома Ашхабада Коммунистической партии Туркменистана; в 1980 — 1986 гг. — заместитель председателя исполкома Ашхабадского городского совета компартии Туркменистана; в 1986 — 1988 гг. — заведующая отделом культуры ЦК компартии Туркменистана.
Избиралась депутатом Верховного Совета Туркменской ССР 11-го созыва.
С 1990 по 1992 год — председатель Федерации профсоюзов Туркмении. По словам туркменской правозащитницы Натальи Шабунц после обретения Туркменией независимости Ризаева была склонна к проведению националистической кадровой политики: «Нам нужны только туркменские специалисты!».
В апреле 1991 года избрана членом бюро ЦК компартии Туркменистана и занимала эту должность до августа.
С 1992 года — член Секретариата Демократической партии Туркмении.
С 9 марта по 26 декабря 1994 года — заместитель председателя Кабинета министров Туркмении.
В 1994—1999 годах — заместитель председателя Меджлиса Туркмении. Являясь одним из официальных руководителей парламента страны, Ризаева в начале 1999 года на встрече с представителями международной организации Human Rights Watch, заявила, что население Туркмении не принимает идею многопартийности.
С 24 мая 1999 по 16 января 2001 года  — министр образования Туркмении.
В сентябре 2000 года Абад Ризаева была лишена президентом Сапармуратом Ниязовым двухмесячной зарплаты, подвергшего  критике школьный учебник истории, в котором Геоктепинское сражение описывается как поражение туркмен, что по словам Ниязова «не отражает ни национального духа, ни гордости за великое прошлое туркмен».
Являлась председателем Союза женщин Туркменистана имени Гурбансолтан-эдже.
16 января 2001 года уволена за недостатки в работе. После отставки была лишена права трудоустройства. При этом, президент Ниязов неоднократно публично обвинял её в аморальных связях с прежними руководителями Туркменской ССР. По сообщениям некоторых СМИ Абад Ризаева входила в число фавориток Ниязова, а впоследствии, уже занимая должность заместителя председателя кабинета министров, осуществляла подбор в вузах страны для работы в аппарате органов правительства привлекательных девушек, которых впоследствии знакомили с Турменбаши.

## Награды и звания
- Медаль «Гайрат» (1993)
- Медаль «За любовь к Отечеству» (1996)
- Орден «Гурбансолтан-эдже» (1997)
- Орден «Битараплык» (1998)